# Eberhard Serauky
Eberhard Serauky (* 11. September 1940 in Halle (Saale)) ist ein deutscher Arabist und Islamwissenschaftler.

## Leben
Eberhard Serauky legte 1959 sein Abitur ab und begann im selben Jahr ein Studium der Orientalistik an der Martin-Luther-Universität Halle-Wittenberg. 1964 beendete er das Studium und wurde wissenschaftlicher Assistent am Institut für Orientforschung der Deutschen Akademie der Wissenschaften. Die Promotion erfolgte im Oktober 1968 bei Johann Fück und Manfred Fleischhammer mit der Arbeit Die wissenschaftlich-publizistische Tätigkeit Muhammad Kurd 'Alīs im Dienst der arabischen Renaissance in Syrien. Nach der Promotion wurde Serauky Hauptreferent im Ministerium für Auswärtige Angelegenheiten der DDR.
Er wechselte 1974 als wissenschaftlicher Oberassistent an das Institut für Internationale Beziehungen der Akademie für Staats- und Rechtswissenschaft der DDR in Potsdam-Babelsberg. Serauky wurde 1977 wissenschaftlicher Mitarbeiter am Zentralinstitut für Alte Geschichte und Archäologie (ZIAGA) der Akademie der Wissenschaften der DDR, 1981 wissenschaftlicher Oberassistent am Vorderasiatischen Institut der Sektion Asienwissenschaften der Humboldt-Universität zu Berlin (HUB). Die Promotion B erfolgte im Juni 1983 bei Fleischhammer, Horst Grienig und Erika Endesfelder mit der Arbeit Die gesellschaftliche Wirksamkeit und konzeptionelle Vorstellungswelt der Ismāʿīlīja und der Qarmaten im jemenitischen Mittelalter (9. - 13. Jh.).
Im Februar 1985 wurde er Hochschuldozent für Islamwissenschaften an der HUB. Seit 1995 lehrt und arbeitet Serauky an der Ain-Schams-Universität in Kairo sowie an weiteren Hochschulen des arabischen Raumes.
Er hat sich als Fachmann für den arabisch-islamischen Raum einen Namen gemacht, den er mit politisch-soziologischen Kriterien untersucht und wo er die staatliche Politik dieser Länder ebenso wie den Islamismus kritisiert.
Serauky war mit der Bühnenbildnerin Christiane Dorst verheiratet.

## Schriften
- Geschichte des Islam. Entstehung, Entwicklung und Wirkung von den Anfängen bis zur Mitte des XX. Jahrhunderts. DVW, Berlin 1991, ISBN 3-326-00557-1
- Im Namen Allahs. Der Terrorismus im Nahen Osten. Dietz, Berlin 2000, ISBN 3-320-01990-2
- Geschichte des Islam. Entstehung, Entwicklung und Wirkung. Von den Anfängen bis zur Mitte des 20. Jahrhunderts. Edition q, Berlin 2003, ISBN 3-86124-574-4
- Im Glanze Allahs. Die arabische Kulturwelt und Europa. Edition q, Berlin 2004, ISBN 3-86124-583-3

## Belege
1. ↑  Eberhard Serauky, Autorenprofil BeBra Verlag.
2. ↑  Reinhard Backes: Zwei Publikationen über den islamisch-arabischen Kulturraum. Deutschlandfunk, Sendung Politische Literatur, 3. Januar 2005.

| Personendaten    | Personendaten         |
| ---------------- | --------------------- |
| NAME             | Serauky, Eberhard     |
| KURZBESCHREIBUNG | deutscher Orientalist |
| GEBURTSDATUM     | 11. September 1940    |
| GEBURTSORT       | Halle (Saale)         |